# Rudolf Rogler
Rudolf Rogler (geb. 12. April 1898 in Samau bei Simferopol auf der Halbinsel Krim; gest. 1963 in Stuttgart) war ein deutscher Architekt.

## Leben
Rogler war bei zahlreichen wichtigen Bauten in Weimar beteiligt oder zumindest involviert. Er war der „Beauftragte für die Baugestaltung im Gau Thüringen“. Zum Beispiel entwarf er einen 1938 erbauten Getreidespeicher, der 1938 nördlich der Eduard-Rosenthal-Straße (ehemals Harthstraße), wo einst eine Polizeikaserne lag. Eine seiner Planungen war die Otto-Eberhardt-Gartenstadt in Weimar-Schöndorf. Das kam letztlich auf Betreiben von Thüringens Gauleiter Fritz Sauckel zustande, der den in Berlin tätigen Architekten und Regierungsbaumeister Rogler nach Thüringen holte. Als das geschah, hatte Rogler bereits zahlreiche Erfahrungen in der Stadtplanung. Nicht nur seine nationalsozialistische Gesinnung war bei seiner Bewerbung als Regierungsoberbaurat hilfreich, auch zahlreiche Personen aus dem Umfeld Hitlers unterstützten seine Bewerbung als Regierungsoberbaurat, zum Beispiel Hermann Giesler. Auch Albert Speer unterstrich Roglers Eignung für dieses Amt. Rogler bekam den Professorentitel und zudem die Leitung für Amt für Landesplanung des Gaues Thüringen übertragen. Von 1940 bis 1942 war Rogler kommissarischer Leiter der Bauhaus-Universität Weimar. Damit war Rogler Nachfolger von Paul Schultze-Naumburg. Den Professorentitel verlor er nach dem Krieg, bekam ihn allerdings bereits 1948 wieder. Rogler war in der Ukraine u. a. bei SS-Obergruppenführer Hans-Adolf Prützmann im Einsatz. Nach dem Krieg ging er in die Bundesrepublik.

## Werke
- Wohnkultur Ausstellung Otto Eberhardt Gartenstadt im Mai 1940: Gemeinschaftssiedlung der Gustloffwerke, erste nationalsozialistische Industrie-Stiftung, Weimar-Schöndorf : geöffnet, Mittwoch und Sonnabend 15-18, Sonntag 9-12 und 15-18 Uhr, 1040.